# 리복
리복(영어: Reebok)은 미국의 스포츠 의류 및 스포츠 용품 제조 회사이다. 1895년에 영국 런던에서 처음으로 설립하였고, 1990년대 농구화 붐을 타고 출시한 인스타 펌프와, 샤킬 오닐의 시크네쳐 제품인 샤크어택이 대중으로 많은 사랑을 받았다. 샤크어택은 2013년 재출시하기도 하였다.

## 아디다스의 인수
아디다스는 미국 시장에서 나이키와 어깨를 나란히 하면서 경쟁한 리복을 2006년 1월 31일 인수 완료하였다. 리복의 주주들은 현금으로 주당 약 8,800원(59 유로)을 받았으며, 거래의 값은 약 4조6천억원(31억 유로)에 달했다. 결국 2021년 3월에 리복을 어센틱 브랜드 그룹에 넘어갔다.

## 스폰서

### 축구

#### 클럽
UEFA
- 아틀레티코 마드리드 (1998 ~ 2001)

AFC
- FC 서울 (1997)
- 울산 HD FC (1997)
- 전북 현대 모터스 (2005 ~ 2006)

## 같이 보기
- 나이키
- 아디다스
- 언더아머
- 푸마
- 엄브로